# الاتجار بالبشر في إندونيسيا

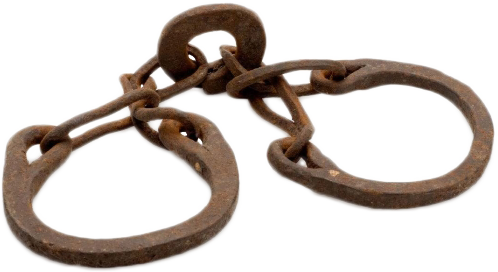

الاتجار بالبشر في إندونيسيا إندونيسيا بلد المصدر والعبور والمقصد للنساء والأطفال والرجال الذين يتم الاتجار بهم لأغراض الاستغلال الجنسي التجاري والعمل القسري.

## مقدمه
إن أكبر تهديد للاتجار الذي يواجه الرجال والنساء الإندونيسيين هو الذي تشكله ظروف عبودية الديون في البلدان الآسيوية الأكثر تقدماً والشرق الأوسط. توقفت الحكومة عن السماح للنساء الإندونيسيات بالسفر إلى اليابان وكوريا الجنوبية بوصفهن «فنانات ثقافات»، وذلك للحد من ممارسة أدت إلى الاتجار بالضحايا لأغراض الاستغلال الجنسي التجاري. ومع ذلك ففي عام 2007 استخدم المتاجرون بشكل متزايد وثائق مزورة، بما في ذلك جوازات السفر للحصول على تأشيرات سياحية للنساء والفتيات اللائي يجبرن على ممارسة الدعارة في اليابان، من خلال الاستغلال غير القانوني لديون التجنيد التي تصل إلى 20.000 دولار لكل منهما. استمر الاتجار بالفتيات الصغيرات إلى تايوان كعرائس ولا سيما من غرب كاليمانتان. يستخدم المتاجرون تراخيص زواج مزيفة وغيرها من الوثائق المزيفة من أجل الحصول على تأشيرات ومن ثم يجبرون النساء والفتيات على ممارسة الدعارة. يتم الاتجار بالنساء من جمهورية الصين الشعبية وتايلند وأوروبا الشرقية إلى إندونيسيا بغرض الاستغلال الجنسي التجاري، على الرغم من أنها أعداد صغيرة مقارنة بعدد الإندونيسيين الذين يتم الاتجار بهم لهذا الغرض. يخضع عدد كبير من الرجال والنساء الإندونيسيين الذين يهاجرون إلى الخارج كل عام للعمل في قطاعات البناء والزراعة والصناعة والخدمات المنزلية لشروط السخرة أو عبودية الديون في ماليزيا والسعودية والعراق وسنغافورة وتايوان وهونج كونغ والإمارات العربية المتحدة والأردن والكويت وقطر وسوريا وفرنسا وبلجيكا وألمانيا وهولندا. تعد كل من ماليزيا والمملكة العربية السعودية الوجهة الأولى للعمال المهاجرين الإندونيسيين الشرعيين وغير القانونيين الذين يتم الاتجار بهم من أجل الاستعباد المنزلي والاستغلال الجنسي التجاري والعمل القسري. تعمل بعض شركات توظيف العمال والمعروفة باسم بجتيكس بشكل مشابه لعصابات الاتجار، حيث تغري كل من العمال الذكور والإناث في عبودية الديون، والعبودية غير الطوعية، وغيرها من حالات الاتجار. دخل بعض العمال وغالبًا ما تنوي النساء الهجرة إلى مواقف شبيهة بالاتجار أثناء الاتجار بالبشر أثناء محاولتهم إيجاد عمل في الخارج من خلال بجتيكس المرخصة وغير المرخصة. فرض هؤلاء العاملون على العمالة رسوم عمولات عالية تصل إلى 3000 دولار وهي غير خاضعة للتنظيم بموجب القانون الإندونيسي وغالبًا ما تتطلب من العمال تحمل الديون لسدادها، مما يجعلهم عرضة في بعض الحالات لحالات عبودية الديون. وبحسب ما ورد حجب بجتيكس وثائق بعض العمال، وحبسهم في مراكز احتجاز، وأحياناً لفترات عدة أشهر. كما استخدم بعض بجتيكس تهديدات العنف للحفاظ على السيطرة على العمال المهاجرين المحتملين. تزوير وكالات التوظيف بشكل روتيني تواريخ الميلاد بما في ذلك للأطفال من أجل التقدم بطلب للحصول على جوازات سفر ووثائق العمال المهاجرين. يمثل الاتجار الداخلي مشكلة كبيرة في إندونيسيا حيث يتم استغلال النساء والأطفال في الاستعباد المنزلي، والاستغلال الجنسي التجاري والزراعة الريفية والتعدين وصيد الأسماك والصناعات المنزلية. يتم الاتجار بالنساء والفتيات في الاستغلال الجنسي التجاري في ماليزيا وسنغافورة وجميع أنحاء إندونيسيا. يتم تجنيد الإندونيسيين بعروض الوظائف في المطاعم والمصانع أو كخادمات في المنازل ثم يجبرون على ممارسة تجارة الجنس. يتم الاتجار بالشابات والفتيات في جميع أنحاء إندونيسيا وعبر جزر رياو وكليمنتان وسولاوسي إلى ماليزيا وسنغافورة. يشكل الماليزيون والسنغافوريون أكبر عدد من السياح الذين يمارسون الجنس، وتدير جزر رياو والمناطق المحيطة بها «اقتصاد الدعارة» وفقًا للمسؤولين المحليين. السياحة الجنسية متفشية في معظم المناطق الحضرية والوجهات السياحية. فشلت مذكرة التفاهم الثنائية لعام 2006 بين الحكومتين الإندونيسية والماليزية والتي تحكم توظيف ما يقدر بنحو مليون من عاملات المنازل الإندونيسيات في ماليزيا في توفير الحماية الكافية للعمال المهاجرين الإندونيسيين، وأيدت صراحة ممارسة يُنظر إليها على نطاق واسع على أنها ميسر محتمل للسخرة حق أصحاب العمل الماليزيين في حيازة جوازات سفر العمال الإندونيسيين. لم يتم تعديل هذه الاتفاقية لتوفير الحماية من ظروف السخرة.
لا تمتثل حكومة إندونيسيا امتثالاً تاماً للمعايير الدنيا للقضاء على الاتجار بالبشر، ومع ذلك فإنها تبذل جهودًا كبيرة للقيام بذلك. في حين أحرزت الحكومة تقدماً واضحاً في تقديم مرتكبي جرائم الاتجار بالجنس إلى العدالة، وذلك جزئياً من خلال استخدام قانون مكافحة الاتجار الجديد، كان الضعف الواضح هو الفشل في كبح ممارسات الاتجار الواسعة النطاق التي تقوم بها وكالات العمل الإندونيسية المرخصة وغير المرخصة. توجد في إندونيسيا أكبر مشكلة تهريب في المنطقة، حيث يوجد مئات الآلاف من ضحايا الاتجار بالبشر ولديها مشكلة غير محددة إلى حد كبير تتمثل في التواطؤ المتصل بالاتجار من قبل الموظفين العموميين. وضع مكتب وزارة الخارجية الأمريكية لمراقبة ومكافحة الاتجار بالأشخاص البلاد في «المستوى 2» في عام 2017.

## الملاحقة القضائية
أظهرت الحكومة الإندونيسية جهودًا متزايدة لمكافحة الاتجار بالأشخاص بغرض الاستغلال الجنسي التجاري في عام 2007 وتنفيذ قانونها الشامل لمكافحة الاتجار بالبشر في أبريل 2007. من خلال ذلك القانون الجديد تحظر إندونيسيا جميع أشكال الاتجار بالأشخاص، حيث تفرض عقوبات بالسجن لمدة تتراوح بين ثلاث سنوات و15 سنة. هذه العقوبات صارمة بما فيه الكفاية وتتناسب مع تلك المنصوص عليها لجرائم خطيرة أخرى مثل الاغتصاب. بدأت الشرطة والمدعون العامون في استخدام قانون مكافحة الاتجار الجديد خلال الفترة المشمولة بالتقرير، ومع ذلك لا تزال هناك قوانين أخرى مستخدمة في الحالات ريثما يتم تطبيق القانون الجديد على نطاق واسع. للعام الثاني على التوالي زادت جهود إنفاذ القانون ضد المتجرين في عام 2007 مقارنة بعام 2006، حيث زادت الاعتقالات بنسبة 77 في المائة من 142 إلى 252، وارتفعت الملاحقات القضائية بنسبة 94 في المائة من 56 إلى 109، وارتفعت الإدانات بنسبة 27 في المائة من 36 إلى 46. كانت الإجراءات ضد المتاجرين بغرض الاستغلال الجنسي التجاري. وكان متوسط مدة العقوبة على مرتكبي جرائم الاتجار بالبشر 45 شهراً. تعاونت الشرطة في أواخر عام 2007 مع وزارة القوى العاملة لإغلاق شركة للقوى العاملة كانت تتاجر بالعمال، وأنقذت أكثر من مائة شخص بمن فيهم الأطفال، واعتقلت الموظفين بتهمة تزوير المستندات. عملت فرقة العمل الوطنية لمكافحة الاتجار بالشرطة المكونة من 21 رجلًا مع الشرطة المحلية ووزارة القوى العاملة ووكالة حماية العمال المهاجرين والهجرة ووزارة الخارجية والمنظمات غير الحكومية لإغلاق العديد من عصابات الاتجار الكبيرة. استهدفت «عملية الزهرة» المستمرة المؤلفة من جزأين والتي بدأت في مارس 2007 الأطفال الذين تم الاتجار بهم، وخاصة في الاستغلال الجنسي التجاري. أغلقت هذه العملية عمليات كبيرة في مناطق الضوء الأحمر في جاكرتا وجزر رياو وجاوة الوسطى والغربية وفي أماكن أخرى، حيث ألقت القبض على العشرات من القوادين وأنقذت عشرات الأطفال. بشكل منفصل قامت الشرطة المحلية في شمال سومطرة وجنوب سولاوسي وبالي ولومبوك وغرب كاليمانتان بتفكيك عصابات الاتجار. وبحسب ما ورد شارك بعض الأفراد في قوات الأمن في عمليات الاتجار أو سهّلوها، لا سيما من خلال توفير الحماية لبيوت الدعارة وواجهات الدعارة في المراقص وقضبان الكاريوكي والفنادق، أو بتلقي رشاوى لتغض الطرف. في سورونغ بابوا قيل إن الشرطة المحلية قد كرمت عبودية ديون الفتيات القاصرات اللائي تمارس الدعارة في بيوت الدعارة المحلية كعقود عمل مشروعة، وتعهدن بإنفاذ هذه الشروط.
على الرغم من أن الشرطة في مناطق أخرى من البلد كانت غالبًا ما تكون على دراية بالأطفال في حالات الاستغلال الجنسي التجاري أو حالات الاتجار الأخرى، فإنها لم تتدخل في كثير من الأحيان لحماية الضحايا أو اعتقال المتجرين المحتملين دون تقديم شكاوى محددة من أطراف ثالثة. في عام 2007 تم التحقيق مع العديد من كبار المسؤولين عن إنفاذ القانون المتواطئين في الاتجار بسبب الفساد أو توبيخهم أو نقلهم إلى وظائف أقل حساسية. لم ترد أي تقارير عن قيام قوات الأمن الإندونيسية بمحاكمة أو تأديب أعضائها بسبب تورطهم في الدعارة أو غيرها من الأنشطة المتعلقة بالاتجار. أفادت الشرطة الوطنية بالقبض على ثلاثة من مسؤولي الهجرة ومحاكمتهم في نقاط العبور الرئيسية. في مايو 2007 أُدين قنصل عام سابق في جوهور باهرو ماليزيا بتهمة الكسب غير المشروع بتهمة فرض رسوم إضافية على رسوم جواز السفر وحُكم عليه بالسجن لمدة عامين. في يناير 2008 حُكم على سفير أندونيسي سابق في ماليزيا بالسجن لمدة 30 شهرًا بتهمة الفساد في تحصيل رسوم مستندات الهجرة. قام فريق الادعاء التابع للجنة القضاء على الفساد بتوجيه الاتهام إلى مسؤول كبير سابق في وزارة القوى العاملة ومسؤول حالي في القوى العاملة بشأن الفساد فيما يتعلق بتدقيق أموال العمال الأجانب في إندونيسيا وكلاهما يواجه عقوبة السجن لمدة 20 عامًا.

## الحماية
أظهرت إندونيسيا تحسنًا محسوسًا على الصعيدين الوطني والمحلي لحماية ضحايا الاتجار في إندونيسيا وفي الخارج، ومع ذلك لا تزال خدمات الضحايا المتاحة تغمرها الأعداد الكبيرة من الضحايا. سياسة إندونيسيا ليست في احتجاز أو حبس ضحايا الاتجار بالبشر. تنفيذ الشرطة لهذه السياسة يختلف في الممارسة العملية. وكثيراً ما اعتقلت الشرطة المحلية النساء والأطفال في الدعارة بما في ذلك ضحايا الاتجار بالبشر الذين يعملون خارج مناطق الدعارة المعترف بها بتهمة انتهاك النظام العام. تشجع الحكومة الضحايا على المساعدة في التحقيق في قضايا الاتجار وملاحقتها. استمرت السلطات في اعتقال وترحيل عدد صغير من النساء الأجنبيات الدعارة دون تحديد ما إذا كانوا ضحايا الاتجار. تدير وزارة الخارجية ملاجئ لضحايا الاتجار والعمال المهاجرين في سفاراتها وقنصلياتها في الخارج. في عام 2007 كانت هذه المؤسسات الدبلوماسية تؤوي آلاف المواطنين الإندونيسيين بمن فيهم ضحايا الاتجار بالبشر. قامت مديرية الشؤون الاجتماعية التابعة لوزارة الشؤون الاجتماعية لضحايا العنف والعمال المهاجرين بمساعدة الضحايا العائدين من الخارج عن طريق توفير خدمات الرعاية الطبية والعودة وإعادة التأهيل. تقدم الحكومة بعض المساعدة بما في ذلك المساعدات الطبية المحدودة والمأوى والمساعدة المالية لمواطنيها العائدين إلى الوطن الذين كانوا ضحايا الاتجار. قدمت الحكومة الإندونيسية بعض التمويل للمنظمات غير الحكومية المحلية ومجموعات المجتمع المدني التي دعمت الخدمات لضحايا الاتجار بالبشر. العمل على الانتهاء من المبادئ التوجيهية الوطنية للخدمات المقدمة للأشخاص المتاجر بهم، من خلال تنقيح آخر لإجراءات التشغيل الموحدة لإعادة ضحايا الاتجار واستعادتهم وإعادة إدماجهم ولائحة جديدة بشأن الحد الأدنى من الخدمات المعيارية لم تحرز سوى تقدم ضئيل بعد إقرار قانون مكافحة الاتجار.

## الوقاية
واصلت الحكومة الإندونيسية جهودها لتعزيز الوعي ومنع الاتجار بالأشخاص. واصلت الحكومة تعاونها مع العديد من جهود المنظمات غير الحكومية والمنظمات الدولية لرفع الوعي ومنع الاتجار بالأشخاص. في عام 2007 تعاونت حكومة مقاطعة جاوة الشرقية مع المنظمات غير الحكومية لصياغة توجيهات بشأن كيفية التعامل مع قضايا الاتجار. قدمت جمعية المساعدة القانونية في مقاطعة نوسا تينجارا بارات المساعدة القانونية لخمسة قرى في لومبوك الشرقية للمساعدة في صياغة لوائح قروية تتعلق بتوظيف العمال المهاجرين. أنشأت دائرة الشؤون الدينية في شمال سولاويزي في عام 2007 مركزا لتقديم المشورة لتقديم المشورة الدينية لضحايا الاتجار والأشخاص المعرضين للخطر. توسعت التغطية الإعلامية للاتجار على الصعيدين المحلي والدولي مع التلفزيون الوطني والإذاعة والمطبوعات والصحف المحلية التي تغطي حالات الاتجار بشكل روتيني. لم تشكل حكومة إندونيسيا بعد فرقة عمل وطنية معنية بالاتجار، على الرغم من أن هذا أمر مكلف. فشلت الحكومة أيضًا في وضع خطة عمل وطنية ثانية لمكافحة الاتجار بالأشخاص، على الرغم من انتهاء خطة العمل الوطنية الأولى لإندونيسيا في نهاية ديسمبر 2007. وبغض النظر عن الغارات العرضية على بيوت الدعارة أو جبهات الدعارة لم تكن هناك الأنشطة المبلغ عنها للحد من الطلب على أعمال الجنس التجارية. لم تكن هناك حملات توعية عامة بشأن الحد من الطلب على أعمال الجنس التجارية أو السياحة الجنسية. تعاونت إندونيسيا مع أستراليا في التحقيقات التي أجريت مع مواطنين أستراليين ضحية الأطفال بسبب السياحة الجنسية للأطفال في بالي. تعاونت الشرطة الإندونيسية بالمثل مع سلطات إنفاذ القانون في الولايات المتحدة لاعتقال وطرد محبي الأطفال الجنسيين الذين يسيئون معاملة الأطفال. تلقت قوات الأمن الإندونيسية المشاركة في مبادرات حفظ السلام في الخارج تدريباً على الاستغلال الجنسي والاتجار بالأشخاص قبل النشر. لم تصدق إندونيسيا على بروتوكول TIP لعام 2000 التابع للأمم المتحدة.